# ミランドポリス
ミランドポリス（Mirandópolis）は、ブラジルのサンパウロ州にある都市。

## 地理
サンパウロから約600km（車で約10時間）内陸にある、パラナ川に近い標高400m-500mの緩やかな高原地帯に位置する。

## 産業
農業が盛んであり、酪農、養鶏、養蚕、稲作などが行われている。後述する姉妹都市の高岡市の影響でアルミ産業の発展も期待されている。

## 姉妹都市
- 日本 富山県 高岡市（1974年10月19日 - ）
  - 当時のオズワルド・ブランチ・ファリアミランドポリス市長と堀健治高岡市長が姉妹都市調印。